# 弘法口站
弘法口站（日语：／ Kōbōguchi eki */?）是位於岐阜縣岐阜市鏡島，名古屋鐵道鏡島線的鐵道車站（廢站）。此站與鄰站東鏡島站都是最接近乙津寺（鏡島弘法）。在每月21日的命日，會有許多參拜客前往鏡島弘法（而實際上，此站比較近鏡島弘法的參道）。另外，此站也還近長良川的橫水渡小紅之渡。

## 歷史

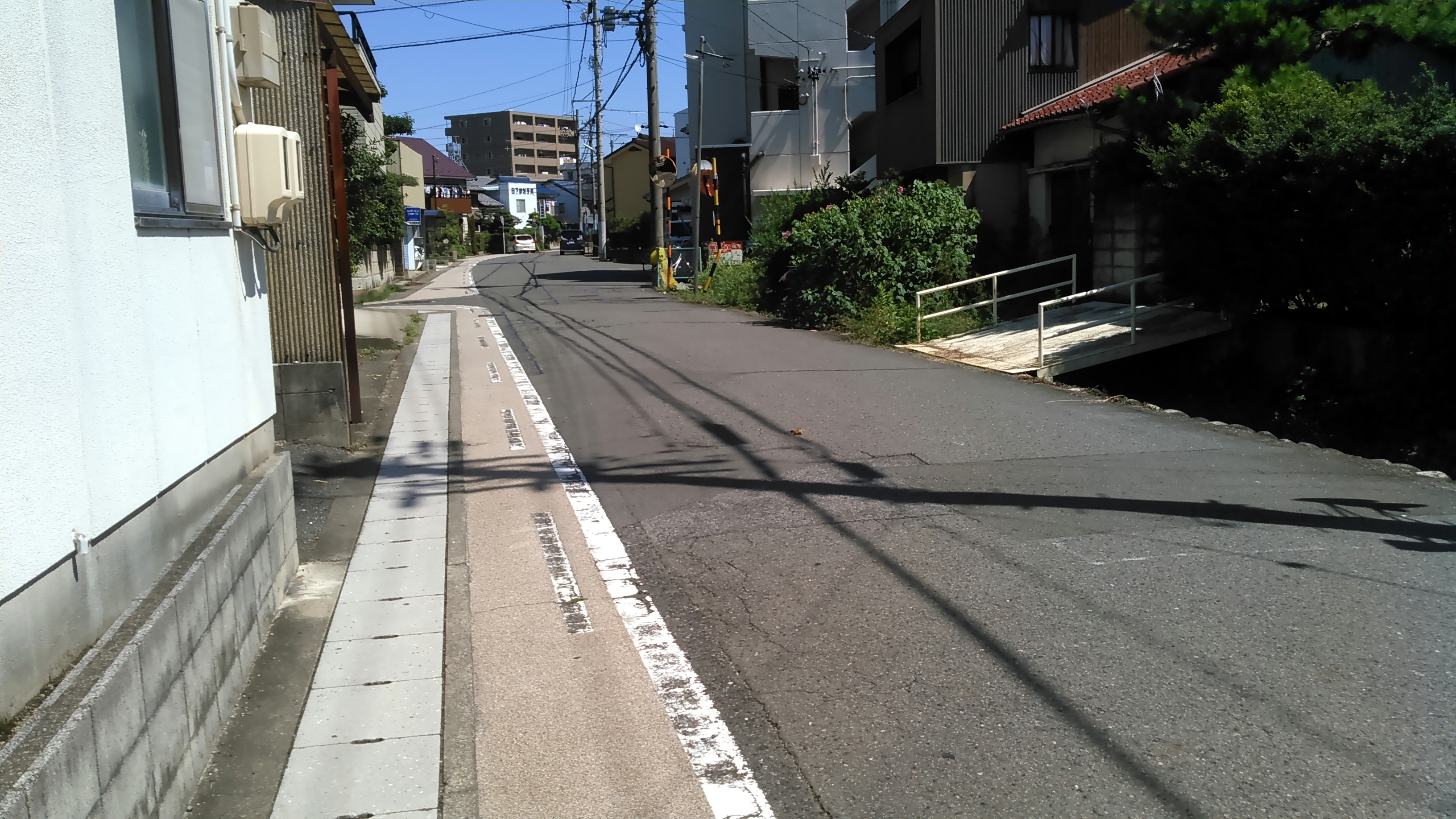
車站遺址附近（2017年9月）

在1924年，美濃電氣軌道開設此站。在此站啟用時的站名為弘法西口站（日语：／）。後來在戰時的1944年，包含此站在內，森屋站至鏡島站之間的區間被指定為不要不急線而暫停營業。在戰後的1953年（昭和28年），森屋站至此站之間重開，重開時改名為弘法口站。翌年此站至鏡島站之間重開。可是在戰後隨著機動化（汽車社會）的進展，鏡島線在1964年廢除，此站只重新營運約10年後便廢除。
- 1924年（大正13年）4月21日 - 美濃電氣軌道鏡島線千手堂站至鏡島站之間開通，弘法西口站啟用[6][7]。
- 1930年（昭和5年）8月20日 - 美濃電氣軌道與名古屋鐵道（第一代。同年中改名為名岐鐵道，在1935年起再改名為名古屋鐵道）合併。成為名古屋鐵道鏡島線的車站[7]。
- 1944年（昭和19年）12月11日 - 森屋站至鏡島站之間被指定為不要不急線而暫停營業[4]。
- 1953年（昭和28年）8月16日 - 森屋站至此站之間重開，此站同時改名為弘法口站[7]。
- 1954年（昭和29年）9月10日 - 此站至鏡島站之間重開[7]。
- 1964年（昭和39年）10月4日 - 鏡島線全線廢除，此站也被廢除[7][8]。

## 車站構造
截至車站廢除前，此站是地面車站，設有2面2線的相對式月台。

## 相鄰車站
名古屋鐵道
鏡島線
東鏡島－弘法口－鏡島
- 在1944年（昭和19年）前，此站與鏡島站之間曾設有川原畑站。

## 注腳
1. 1 2  國土地理院・2.5萬地形圖「墨俟（岐阜西部）」，1932年(昭和7年)修正版。
2. ↑  德田耕一. . JTB Can Books. JTB出版. 2005: 74. ISBN 978-4-53305-883-7 （日语）.
3. ↑  . 鄉土出版社（日语：郷土出版社）. 1997: 151. ISBN 4-87670-097-4.
4. 1 2  . 鄉土出版社（日语：郷土出版社）. 1997: 23. ISBN 4-87670-097-4 （日语）.
5. ↑  川島令三. . 名古屋北部・岐阜篇 1. 草思社（日语：草思社）. 1997: 126. ISBN 4-7942-0796-4 （日语）.
6. ↑  「地方鉄道運輸開始」《官報》1924年4月26日（國立國會圖書館數碼化資料）
7. 1 2 3 4 5  . 鄉土出版社（日语：郷土出版社）. 1997: 219–230. ISBN 4-87670-097-4 （日语）.
8. ↑  今尾惠介（監修）.  7 東海. 新潮社. 2008: 52. ISBN 978-4-10-790025-8 （日语）.
9. ↑  清水武、田中義人. . Alpha Beta Books. 2019-08: 186 （日语）.